# Adolf Krep
Adolf Krep ist ein deutscher Beamter und war erster Präsident des Bundesamtes für den Zivildienst, welches heute den Namen Bundesamt für Familie und zivilgesellschaftliche Aufgaben trägt. Dieses Amt trat er am 1. Oktober 1973, dem Tag der Gründung des Bundesamtes, an und hatte es bis zu seinem Eintritt in den Ruhestand am 30. April 2000 inne. Nach seinem Ausscheiden übernahm Wolfgang Kehm diesen Posten. 